# Col de Porte (Isère)
Pour les articles homonymes, voir Col de Porte.
Le col de Porte est un col de montagne à 1 324 m d'altitude dans le département français de l'Isère. Il se trouve dans la commune de Sarcenas. Il est le point haut le plus méridional de la longue dépression « des trois cols », ouverte sur toute la longueur du massif de la Chartreuse, du nord au sud, dans les marnes de Narbonne.
Il relie Saint-Pierre-de-Chartreuse au nord à Sarcenas et Le Sappey-en-Chartreuse au sud.
Par là même, il se situe entre le Charmant Som au nord et la Pinéa à l'ouest d'une part, et Chamechaude à l'est d'autre part.
Depuis 1959, le Centre d'études de la neige vient y faire régulièrement des relevés pour ses études.

## Pratique sportive

### Cyclisme

#### Critérium du Dauphiné libéré
Situé à moins de 20 kilomètres de Grenoble, le col de Porte est régulièrement emprunté par les coureurs cyclistes du Critérium du Dauphiné libéré. Lors de la sixième étape du Critérium 1977, Bernard Hinault fit une chute dans la descente du col de Porte menant vers Grenoble alors qu'il était seul en tête avec 1 min 40 s d'avance sur ses concurrents. Malgré sa chute, sans gravité, et une crevaison dans la terrible côte de la Bastille, il gagne cette étape devant Lucien Van Impe et Bernard Thévenet.
Son ascension, classée hors-catégorie, est au final de la 5e étape du critérium du Dauphiné 2020. C'est la première fois qu'il sert d'arrivée à une course professionnelle. Primož Roglič l'emporte. L'ascension était de nouveau au programme de la 6e étape du critérium du Dauphiné 2021, sur un versant classé en 2e catégorie.

#### Tour de France
Il a été franchi au total à 19 reprises par le Tour de France, dont 15 depuis 1947. Voici les coureurs qui ont franchi les premiers le col :
- 1907 : Émile Georget  France
- 1908 : Georges Passerieu  France
- 1909 : François Faber  Luxembourg
- 1910 : Charles Crupelandt  France
- 1947 : Jean Robic  France
- 1948 : Gino Bartali  Italie
- 1951 : Bernard Gauthier  France
- 1958 : Charly Gaul  Luxembourg
- 1961 : Charly Gaul  Luxembourg
- 1962 : Raymond Poulidor  France
- 1963 : Federico Bahamontes  Espagne
- 1965 : Julio Jiménez  Espagne
- 1968 : Roger Pingeon  France
- 1970 : Eddy Merckx  Belgique
- 1971 : Luis Ocaña  Espagne
- 1978 : André Romero  France
- 1989 : Pedro Delgado  Espagne
- 1998 : Stéphane Heulot  France
- 2020 : Pierre Rolland  France

### Ski
Autour du col de Porte s'organise une petite station de ski, qui est reliée en plusieurs endroits aux domaines alpins et nordiques alentour. La station du col est précurseure en matière de remontées mécaniques puisqu'après la mise en service d'un traîneau motorisé tractant les skieurs dès 1932, le premier téléski du site, construit par Charles Rossat, entra en service en février 1936,.
Le domaine de ski nordique est équipé d’un stade de tir de biathlon pouvant fonctionner aussi bien avec des carabines 22 long riffle (tir à 10 mètres) que laser (tir à 10 mètres). Des tirs à 50 mètres sont aussi réalisés. Une piste de skis roues de 1,3 km permet la pratique 4 saisons du biathlon.
Le site totalise plus de 50 km de pistes autour de Chamechaude (dont 15 km au col de Porte).

### Randonnée
Le col de Porte constitue un point de départ pour l'ascension directe de Chamechaude, point culminant du massif de la Chartreuse, du Charmant Som et de la Pinéa.